# 井上喜久子のトワイライトシンドローム
『井上喜久子のトワイライトシンドローム』（いのうえきくこのとわいらいとしんどろーむ）とは1995年4月14日から1995年10月6日まで文化放送で放送されたラジオ番組である。パーソナリティは声優の井上喜久子。

## 概要
- 本番組はヒューマンが発売したプレイステーション用ホラーアドベンチャーゲーム『トワイライトシンドローム』の販売促進を目的として放送された。
- 井上が初めてパーソナリティーを務めたラジオ番組である。井上は、番組開始当初はフリートークが苦手で何もしゃべれなかったため、しばらくの間はフリートーク部分も構成作家が書いた台本どおりにしゃべっていたと後年告白している。
- 当時としては珍しく電子メールでのお便りも受け付けていた。ただし、その対象はニフティサーブの会員に限られていた。

## コーナー
ダークサイド オブ ザ スクール
リスナーの学校でささやかれている恐い噂や怪談を募集し、それを元にホラードラマを制作して放送する。ドラマの途中には複数の分岐点があり、井上（またはゲスト）の選択によりストーリーが変化する。ハッピーエンドになるかバッドエンドになるかはその選択次第である。微妙な選択肢を選ぼうとすると「ホントにそれでいいの?」と天の声が流れるが、8月25日放送（ゲスト・緒方恵美）の回で、その声を無視した結果、初のバッドエンドになってしまった。
こわ〜い考えになってしまった
頭の中で広がってしまった恐い考えを募集する。
ホラー見たことか
隠れた名作ホラー映画を紹介する。
お姉ちゃんに聞け〜
リスナーからのどんな質問にも井上が答える。

## 放送日
|        | 放送日        | ゲスト   |        | 放送日        | ゲスト             |
| ------ | ------------- | -------- | ------ | ------------- | ------------------ |
| 第1回  | 1995年4月14日 |          | 第14回 | 1995年7月14日 | 永久保貴一         |
| 第2回  | 1995年4月21日 |          | 第15回 | 1995年7月21日 |                    |
| 第3回  | 1995年4月28日 | 石田彰   | 第16回 | 1995年7月28日 | 檜山修之・佐藤ユリ |
| 第4回  | 1995年5月5日  |          | 第17回 | 1995年8月4日  |                    |
| 第5回  | 1995年5月12日 |          | 第18回 | 1995年8月11日 |                    |
| 第6回  | 1995年5月19日 |          | 第19回 | 1995年8月18日 |                    |
| 第7回  | 1995年5月26日 | 岩男潤子 | 第20回 | 1995年8月25日 | 緒方恵美           |
| 第8回  | 1995年6月2日  | 岩男潤子 | 第21回 | 1995年9月1日  | 岩男潤子           |
| 第9回  | 1995年6月9日  |          | 第22回 | 1995年9月8日  |                    |
| 第10回 | 1995年6月16日 |          | 第23回 | 1995年9月15日 |                    |
| 第11回 | 1995年6月23日 | 久川綾   | 第24回 | 1995年9月22日 |                    |
| 第12回 | 1995年6月30日 |          | 第25回 | 1995年9月29日 | 岡村明美           |
| 第13回 | 1995年7月7日  |          | 第26回 | 1995年10月6日 |                    |

| 文化放送 金曜26:30 - 27:00枠                                 | 文化放送 金曜26:30 - 27:00枠         | 文化放送 金曜26:30 - 27:00枠   |
| 前番組                                                       | 番組名                               | 次番組                         |
| ------------------------------------------------------------ | ------------------------------------ | ------------------------------ |
| MAGUMIと綾のGステーション XXX ～エンタテインメントステージ～ | 井上喜久子のトワイライトシンドローム | 井上喜久子の瑠璃色アクアリウム |